# Pyrénées catalanes (cheval)
Pour les articles homonymes, voir Pyrénées catalanes.
Le Pyrénées catalanes (en catalan Cavall Pirenenc Català, CPC) est une race de chevaux lourds originaire de la Catalogne, région autonome du nord de l'Espagne. Il est essentiellement élevé pour sa viande.

## Histoire
Il est issu de croisements avec diverses races de chevaux de trait, notamment français (Bretons, Comtois, Ardennais et Percherons). La formalisation de l'élevage de ces chevaux est très récente. Entre 2002 et 2008, un recensement provisoire de cette population hétérogène s'effectue sous la houlette de l'association Pirinenca Hipermètrica (AHP).  En 2004, un accord de coopération est mis en œuvre entre l'ancien DARP (Departament d'Agricultura, Ramaderia i Pesca)  de la généralité de la Catalogne et l'Université autonome de Barcelone. Une série d'études de cette population permettent de la caractériser. La race a été officiellement reconnue le 13 décembre 2007, et son standard publié au journal officiel de la généralité de Catalogne le 30 avril 2008.

## Description
La race est difficile à caractériser, car elle est issue de très nombreux croisements. Les traits communs sont l'adaptation au biotope montagnard, la robustesse, la fertilité, la précocité sexuelle et les qualités maternelles. Elle s'élève en plein air intégral avec un système de transhumance, les chevaux étant redescendus en hiver et complémentés en nourriture les jours les plus froids.

## Utilisations

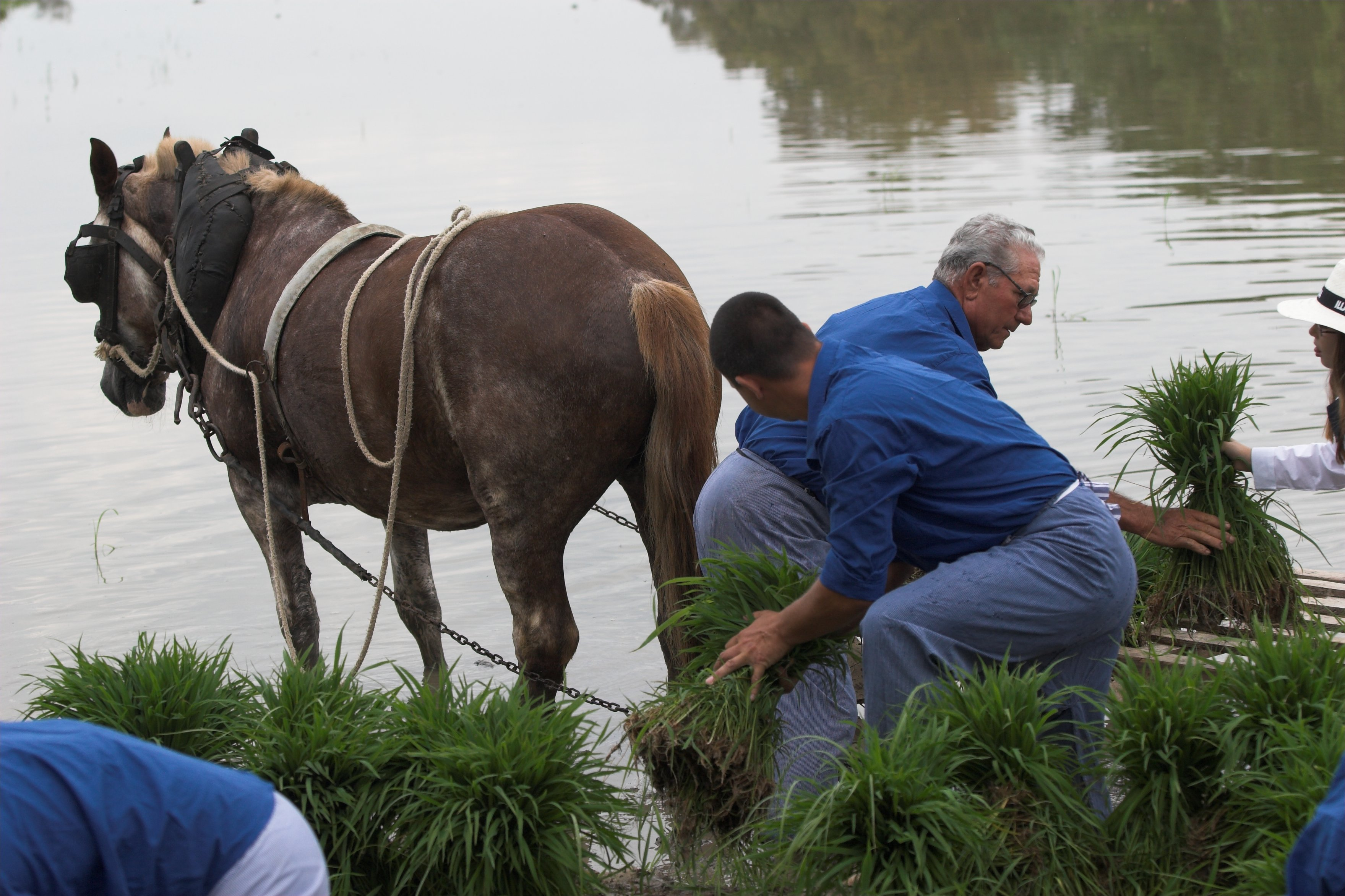
Cheval Pyrénées Catalanes attelé.

C'est une race à vocation essentiellement bouchère, le débouché dans l'équitation de loisir étant secondaire.

## Diffusion de l'élevage

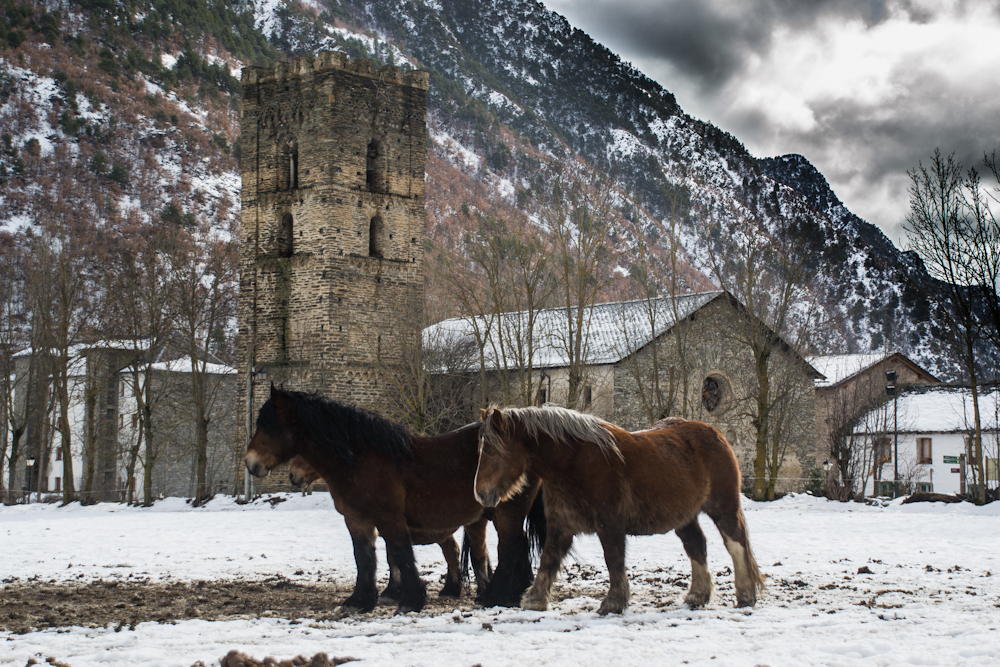
Deux Pyrénées catalanes à Santa Maria de Ribera de Cardós.

Le cheval des Pyrénées catalanes est reconnu Raza Autóctona en Peligro de Extinción, soit race locale en danger d'extinction. Plus de 100 chevaux ont participé au 7e concours national de la race, à Salàs de Pallars en novembre 2014